# La Princesse de Navarre
La Princesse de Navarre est une comédie-ballet en un prologue et trois actes, avec des paroles de Voltaire et une musique de Jean-Philippe Rameau.
Œuvre de circonstance, la pièce fut représentée dans la Grande Écurie du château de Versailles le 23 février 1745 à l'occasion du mariage du dauphin Louis (fils de Louis XV) avec l'infante Marie-Thérèse d'Espagne.

## Discographie
- English Bach Festival Singers & Baroque Orchestra, dir. Nicholas McGegan (Erato, 1980)